# Mikuláš Puchník z Černic
Mikuláš Puchník z Černic (ur. ok. 1350, pochowany 19 września 1402 w Pradze) – czeski szlachcic, duchowny katolicki, arcybiskup elekt praski w 1402 r.

## Życiorys
Mikołaj urodził się w szlacheckiej rodzinie, posiadającej swoje dobra w okolicy Horażdowic. Był członkiem kapituły katedralnej w Ołomuńcu i kanonikiem w Mielniku, a od 1385 r. proboszczem Hartvíkovice. Uzyskał stopień naukowy licencjata i w latach 1373–1393 wykładał prawo na Uniwersytecie Karola w Pradze, pełniąc w latach 1389–1390 funkcję rektora tej uczelni. W tym czasie powstała jego najważniejsza praca naukowa zatytułowana Processus judiciarius secundum Stilum Pragenses.
Jednocześnie z pracą naukową pełnił urząd wikariusza generalnego archidiecezji praskiej (1383–1393). W 1385 r. został kanonikiem praskim. W latach 1391–1396 był proboszczem parafii św. Mikołaja na praskim Starym Mieście. Potem objął funkcję kanonika kolegiaty św. Jerzego i kolegiaty św. Piotra i św. Pawła w Wyszehradzie.
Jako że był wikariuszem generalnym, w marcu 1393 r. przesłuchiwał go Wacław IV Luksemburski, ponieważ wraz z Janem Nepomucenem został posądzony o zdradę. Za karę wikariusza zmuszono do opuszczania urzędu. Po powrocie w sierpniu 1395 r. do Pragi został ponownie wikariuszem generalnym. 26 lipca 1402 r. na wniosek króla Węgier Zygmunta Luksemburskiego papież Bonifacy IX mianował go arcybiskupem metropolitą praskim. Puchník nie objął jednak tego urzędu, ponieważ wkrótce zmarł. Pochowano go w katedrze świętego Wita.

## Publikacje
- Processus judiciarius secundum stilum Pragensem